# ラグビーフットボール

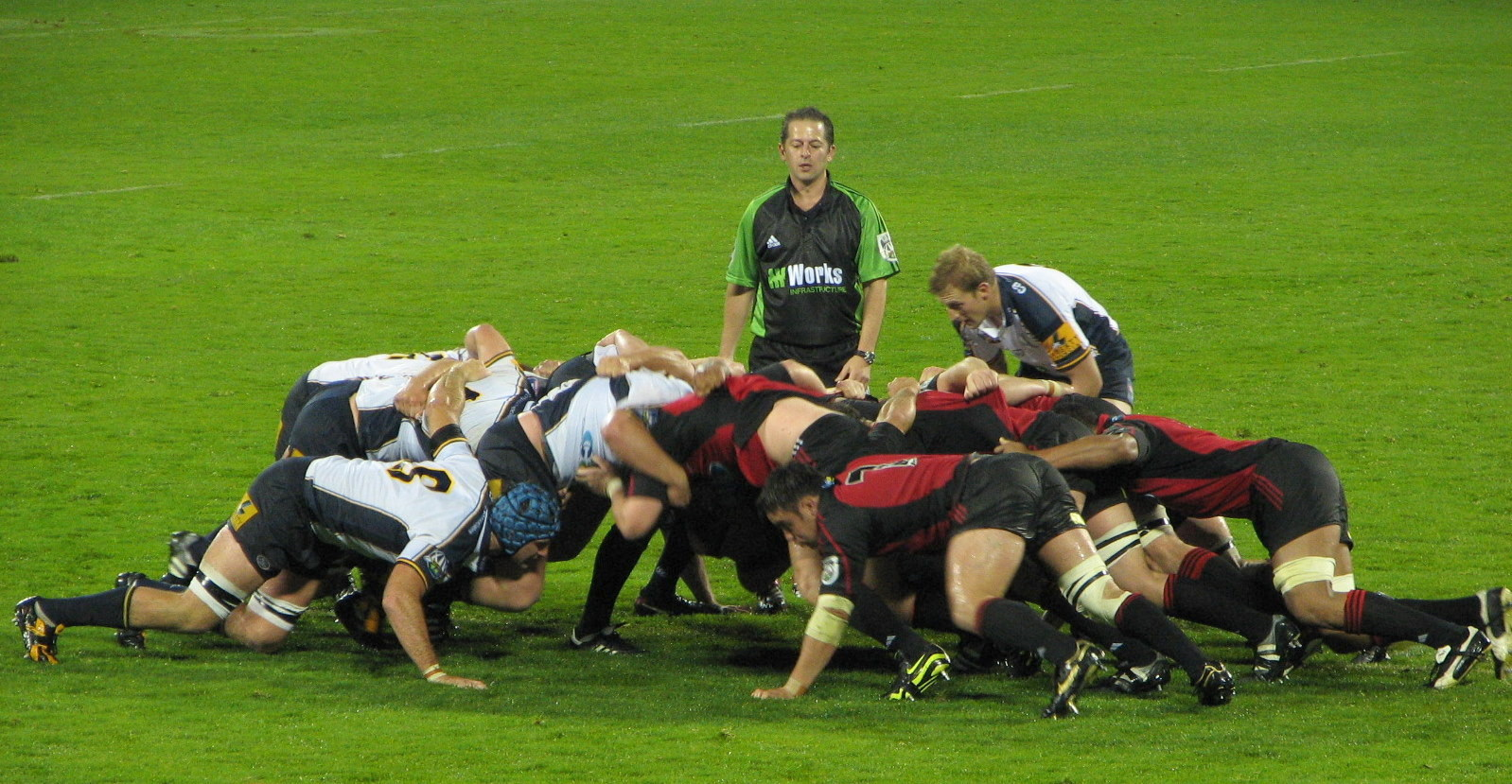
ラグビーユニオン／クルセイダーズとブランビーズとの間のスクラム。

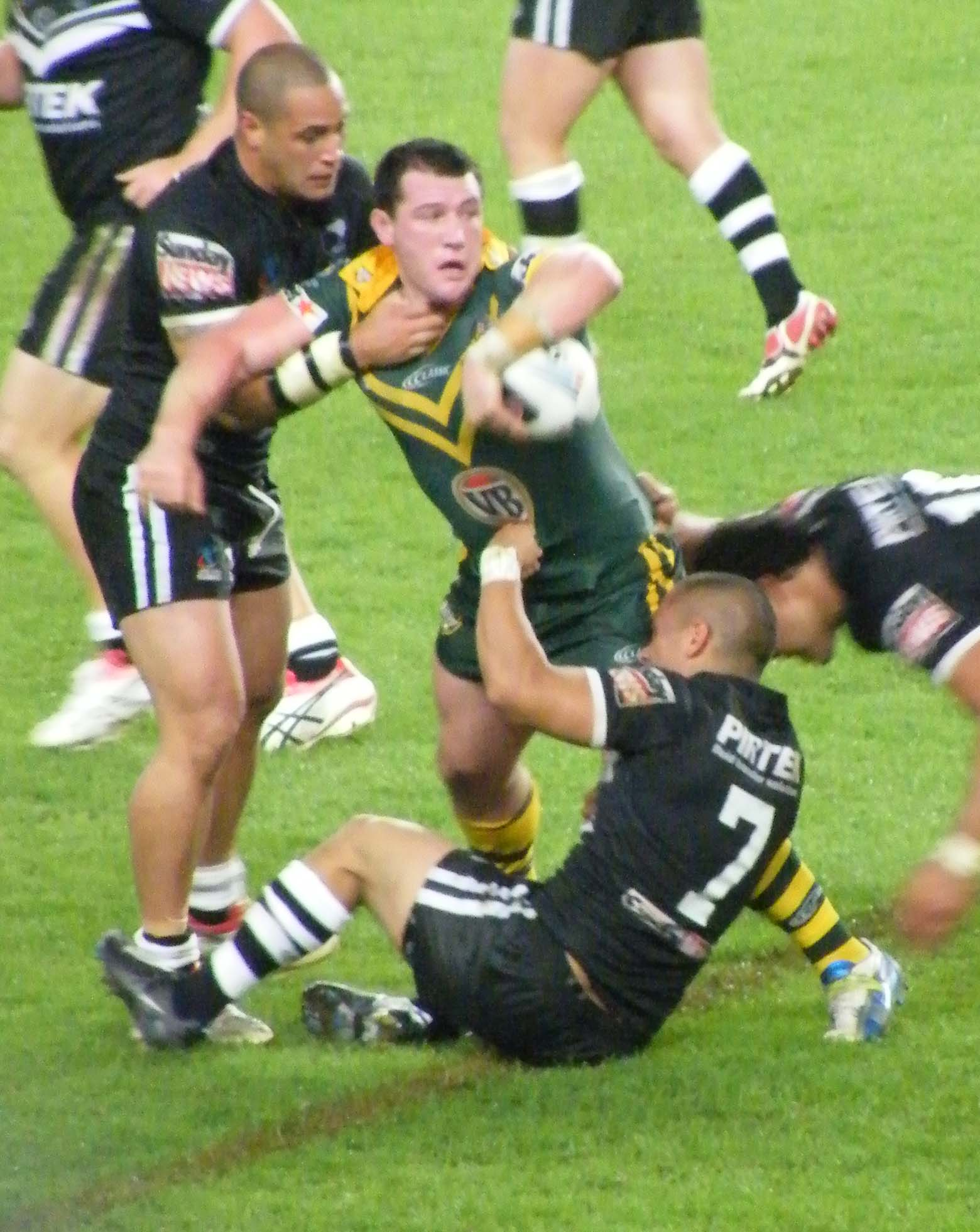
ラグビーリーグ／ニュージーランドの選手がオーストラリアの選手にタックルしている。

ラグビーフットボール（英: Rugby football）は、イングランド中部のラグビーにあるラグビー校を発祥地とする2つのフットボールコード（code、法典）、ラグビーリーグ（13人制）とラグビーユニオン（15人制）を指す。日本でのラグビーは通常ラグビーユニオンである。
フィールド上の各サイドの人数やルールが異なる様々な派生競技が存在する。ラグビーユニオンでは通常の15人制に加え10人制（テンズ）と7人制（セブンズ）、ラグビーリーグでは通常の13人制に加え9人制（ナインズ）と7人制（セブンズ）の人気があり、各地で大会が開かれている。7人制ラグビーユニオンは夏季オリンピック、コモンウェルスゲームズ、アジア競技大会の正式種目である。
ラグビーリーグのルールに基づき、タックルを安全なタグやタッチに置き換えたタグラグビーやタッチラグビー、タッチラグビーを競技化したタッチも広くプレーされている。

## 概要

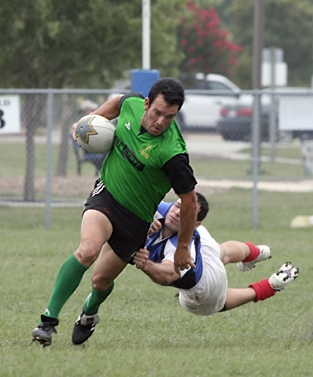

ラグビーフットボールは2つのチームに分かれて行われ、楕円形（回転楕円体）のボールを奪い合って相手陣のインゴールまで運ぶ、あるいはH型のゴール上部に蹴り入れて得点を競うスポーツである。
イングランド発祥の競技ということもあって、ヨーロッパ（イングランド、スコットランド、アイルランド、ウェールズ、フランス、イタリア。この内イングランド、スコットランド、アイルランド、ウェールズはホームユニオンと称される）ばかりでなく、オセアニア（オーストラリア、ニュージーランド、サモア、フィジー、トンガ）および南アフリカ、アルゼンチンで人気の競技である。とりわけ英連邦諸国内ではサッカーやクリケットと並ぶ人気スポーツである。アメリカンフットボールは楕円形のボールを使う、タックルにより相手の前進を止めるなどラグビーフットボールと共通する特徴をもっていることから、古い時代に共通の起源をもつと考えられているものの、まったく別の競技である。
なお、ボールが楕円形であるなど他の球技に比べると珍しい特徴があるが、なぜこのような形になったかに関しては諸説があり、はっきりしていない。

## 名称
由来地名にあたる「ラグビー」を意味する "Rugby（ラグビー）" との区別は、表記言語的には大文字の使用・不使用で明示されるが、一般には特に区別されない。また、球技「ラグビー」は英語で "rugger（ラガー）" ともいい、この語は「ラグビーをする人」をも意味する。ただ、「ラグビーをする人」を意味する英語としては "rugby player" のほうが一般的である。また、英語 "rugger" に由来する外来語としての日本語「ラガー」は、ほとんど後者の意味に限って通用し、後者の同義語「ラガーマン（英: rugger man）」のほうが多く用いられる。
現代日本語では、ほとんどすべての場合「ラグビー」というが、1925年（大正14年）ごろ以降、戦前（第二次世界大戦前）には「ラ式蹴球（ラしきしゅうきゅう）」が正式名称であったという。また、戦局が悪化して敵性語が禁止され始めた1943年（昭和18年）3月から終戦まで使われた「闘球（とうきゅう）」がある。なお、慶應義塾大学のラグビー部は例外的に現在も昔ながらの「蹴球部」（慶應義塾體育會蹴球部）を名乗っている。今でこそ「蹴球」はサッカーの別名という認識が定着しているが、当クラブが創立された1899年（明治32年）頃にはフットボール全般が「蹴球」で、ソッカー部（今でいうサッカー部）より数年早く創部されたラグビー部がその名を占有した（cf. 慶應義塾体育会ソッカー部）。「ラ式（※ラグビー式）」ことラグビー、「ア式（※アソシエーション式）」ことソッカー（サッカー）、「米式（べいしき）」ことアメリカンフットボールなどといった呼び分けは後付けである。

## ラグビーフットボールの歴史
ラグビーフットボールの起源は、「1823年、イングランドの有名なパブリックスクールであるラグビー校でのフットボールの試合中、ウィリアム・ウェッブ・エリスがボールを抱えたまま相手のゴール目指して走り出した」ことだとされている。
1840年頃にはボールを持って走る「ランニングイン」が確立して普及しだしたのは確かであるが、その第1号がエリス少年だったかどうかについては諸説ある。しかし、エリスが最初にボールを持って走ったという証言が記してある文章が、ラグビーフットボールの起源を調べる上で最古の文献だということは間違いなく、起源と考案者を探る上で名前がわかっている人物はエリスただ一人である。なお、エリス少年がルールを破ったとされるのは、ボールを手で扱ったことでなく、ボールを持って走った行為についてである。その頃はまだ今でいうサッカーも生まれておらず、当時のフットボールでは手を使うこと自体はルールとして許されていた。
エリスは1806年にマンチェスター近郊で生まれ、ラグビー校では少なくとも3シーズン、フットボールをプレーしている。オックスフォード大学に進み、卒業した後は牧師となり、病気療養のために渡った南フランスで65歳で没した。南仏コートダジュールの小都市マントンに墓地がある。ラグビーフットボールとクリケットを愛したと伝えられている。
ラグビー校ではラグビーフットボールのルーツ以外にも多くの習慣が生まれており、イングランド代表の白いジャージの元になった白いシャツとショーツと紺色のストッキング、ハーフタイムにサイドをチェンジする習慣、インターナショナル代表がかぶるキャップ、H型のゴールポスト、楕円球のボールなどラグビーフットボールの起源を示すような証拠が多くこの学校から生まれた。
ラグビーフットボールの源流である「原始フットボール」は中世イングランドに起源をさかのぼる。数千人の大人数が手と足を使って村と村の対抗戦として原始的な「フットボール」を行っていた。ちなみに1点先取で勝負を決めていたことから、長時間続けるために得点するのを難しくしようとオフサイドが生まれ、今日のラグビーフットボールにもルールとして生き永らえている。試合は祝祭でもあり、死者も出るほど激しかった。
19世紀に入り、ラグビー校やイートン校、ハロー校などパブリックスクールでは学校ごとに独自のルールでそれぞれのフットボールを行なっていた。それぞれ学校で違うルールの統一を目指した協議は長らく行われてきたが、1863年10月26日にロンドンのフリーメイソンズ・タバーンでFA（フットボール・アソシエーション）とロンドンにある12のクラブの間で会議が開かれ、12月までに6回のミーティングを持って統一ルールの作成を行った。この統一ルール作成により近代サッカーが本格的に誕生した。このとき、一部のクラブの代表が、ボールを持って走ること、ボールを運んでいる相手にハッキング（すねをけること）、トリッピング（引っ掛けてつまずかせること）およびホールディング（おさえること）を行うことが認められなくなったことに合意できず、FAを脱退した。これがラグビーフットボールとアソシエーションフットボール（サッカー）が分岐した瞬間である。
そして1871年、脱退した者たちによって、サッカーのFA（フットボール・アソシエーション、1863年設立）に対抗して、ロンドンでラグビーフットボール連合（RFU：ラグビーフットボール・ユニオン）が設立された。
発祥であるイギリスでは中流階級から上流階級の間でも人気があり、その子息が通う名門校でも盛んに行われていることから「ジェントルマンのスポーツ」とも称される。

### ラグビーユニオンとラグビーリーグ
ラグビーフットボールは英国でも指折りの炭鉱地帯であるマンチェスターを中心とするイングランド北部のランカスター、ヨークシャー地方ならびにウェールズ南部で発展していった。
しかし1895年、選手の労働会社などへの休業補償問題（現在も兼業しながらプレーする選手が多数だが、当時は今と違ってラグビーフットボールにはプロ契約が存在しなかった）がきっかけで、北部でRFUからの分裂が起き、22チームからなるプロリーグが発足した。それ以降、世界にはラグビーという名のスポーツが2つあり、ケンブリッジ大学対オックスフォード大学戦（ザ・バーシティマッチ）に代表される南部を母体とするアマチュア主義をうたった組織はラグビーユニオン、北部を母体とする報酬を目的とするものはラグビーリーグと呼ばれるようになった。
分裂した頃はルールは全く同一のものであったが、現在ではユニオンは15人制でリーグは13人制である。ルール上最も異なっている点は、ラグビーリーグがフォワードの密集（ラック、モール）を排除したことである。
プロ容認のリーグへのユニオン選手の流失が相次ぎ、リーグに移った選手はユニオンでのプレーを禁止されるなど長らくユニオンとリーグは対立状態にあった。
しかしラグビーワールドカップなどをきっかけに120年以上アマチュア主義を守ってきたユニオンも1995年以降にプロを認めたこともあり、コーチ層での交流（リーグのディフェンスシステムをユニオンに取り入れるなど）などからしだいに対立は緩和した。現在は選手がユニオンとリーグを行き来することも多い。現在、英国ではラグビーリーグとラグビーユニオンの両方のルールで前後半の試合を行うクロスコード・ゲームが行われることもある。

### ラグビーユニオンとラグビーリーグの統合年表
18世紀まで
- 1400年から1800年 - 多くの異なる種類のフットボール（サッカーやラグビーフットボールの先祖）がグレートブリテン島各地で行われていた。現代サッカーと異なり、ほとんどのフットボールの試合では手を使うことが許されていた。

19世紀
- 1830年 - ボールを持って走ることは1830年代にラグビー校で一般的になり、1850年代と1860年代にラグビースクールフットボールは連合王国中で人気となった。
- 1863年 - ザ・フットボール・アソシエーション (FA) が結成され、FAとラグビーフットボールの間の分裂が正式なものとなった。

ラグビーとサッカーの分裂
- 1864年 - 初のラグビークラブがリーズとハダーズフィールドで結成され、その後1870年代と1880年代にはカンバーランド、ランカシャー、ヨークシャーで何百ものクラブが作られた。
- 1871年 - ラグビー・フットボール・ユニオン（ラグビーフットボール協会、RFU）が創設され、ポールモールレストラン（英語版）で21クラブによる会合が開かれた。
- 1871年 - 確認されている初の国際試合がイングランドとスコットランドの間で行われた。
- 1876年 - マシュー・ブロクサム（英語版）の書簡がザ・ミーティア（英語版）に掲載された。この書簡ではラグビー校の生徒のウィリアム・ウェブ・エリスがボールを拾い上げたことがラグビーの発祥であると主張されている。1895年のラグビー協会の調査では証拠はないとされたが、この神話を不朽のものとすることが決定された。
- 1876年 - ヨークシャーカップ（英語版）がヨークシャーのラグビークラブによって始まった。この大会はFAカップ決勝よりも多くの観客を集めた。
- 1877年 - 選手数が1チーム20人から15人に減少した。
- 1883年 - 初のホーム・ネイションズ・チャンピオンシップがイングランド、アイルランド、スコットランド、ウェールズの間で行われた。
- 1886年 - 大部分が労働者階級で構成される北部クラブの高まる優越性を危惧して、南部が主体のラグビーフットボール協会は厳格なアマチュアルールを導入した。
- 1888年・1889年 - ニュージーランド先住民フットボールチームがブリテン、オーストラリア、ニュージーランド遠征を行った。
- 1890年- 1890/91シーズンから現代の得点システムがホーム・ネイションズによって一様に承認された。
- 1892年 - ブラッドフォードとリーズのラグビーフットボールクラブが選手の休業保障を行ったことによって、プロフェッショナリズムの非難が向けられた。しかしラグビー・フットボール・ユニオン (RFU) 自身も、1888年ブリテン諸島代表のオーストラリア遠征や、1904年にイングランドと対戦したニューサウスウェールズのHarry Hamillに対する支払いを認めている。
- 1893年 - ヨークシャーのクラブは選手の休業保障として6シリングを支払うことを提案したが、RFUはこの提案を否決した。これによって北部のクラブおよび選手による試合の中止が広がっていった。

ラグビーリーグとラグビーユニオンの分裂
- 1895年（リーグ・ユニオン） - ラグビーフットボール界の分裂の結果、ノーザン・ラグビー・フットボール・ユニオン (NRFU) が結成された。この分裂には、労働者階級の北部チームの成功や、入場料を徴収した競技場でのラグビー試合のRFUによる禁止命令、クラブがアマチュアリズムを受け入れなかった場合のRFUからの除籍に対する恐れ、選手が仕事を休んでラグビーの試合に出場した際の休業保障の開始など多くの要素が作用している。同じような動きは他の国々でも存在した。22のクラブがハダーズフィールドのジョージホテルで会合を開きNRFUが結成された。ハダーズフィールドでの初会合から15年以内に、200以上のクラブがRFUを脱退しNRFUに加入した。
- 1896年（リーグ） - マニンガムが初のノーザン・ユニオン・チャンピオンシップで優勝した。マニンガムは1903年にアソシエーションフットボール（サッカー）に転向し、ブラッドフォード・シティとなった。
- 1896年（リーグ） - ラグビーリーグ・チャレンジカップが創設され、開始から成功を収めた。バトリーがセント・ヘレンズを10対3で破り、初の勝者となった。
- 1897年（リーグ） - 試合をより興奮するものにするため、ノーザン・ユニオンはラインアウトを廃止し、全てのゴールの得点を2点に減らした。ラインアウトはタッチラインからのパントに変更された。トライは3点を与えられた。
- 1898年（リーグ） - ノーザン・ユニオンにプロフェッショナリズムが導入された。このプロフェッショナリズムは厳密にパートタイムであり、選手は他の「きちんとした」仕事を持っていることが義務付けられた。
- 1900年（ユニオン） - ラグビーユニオンが1900年の夏季パリオリンピックに採用された。これは1924年のパリオリンピックに終了した。

20世紀前半
- 1901年（リーグ） - ラグビーリーグのラインアウトに代わるパントアウトの導入実験がわずか4年で終了した。現在はボールがアウト・オブ・プレーになるとスクラムでリスタートされる。
- 1904年（リーグ） - ラグビーリーグの初の国際試合がウィガンで行われ、イングランドが他国合同チームに3対9で敗れた。
- 1905年（ユニオン） - ウェールズが初遠征を行ったラグビーユニオンのニュージーランド代表にかろうじて勝利した。この試合は「世紀の試合（英語版）」と呼ばれた。
- 1906年（ユニオン） - イングランドは（スプリングボクスとして知られる）南アフリカとラグビーユニオンの試合を初めて行った。南アフリカが黒人選手がプレーすることに抗議した後、ジェームス・ピータース（英語版）がイングランドチームから外された。
- 1906年（ユニオン） - ジェームス・ピータースはイングランド代表としてスコットランドと戦い、初の黒人ラグビー選手となった。
- 1906年（リーグ） - ラグビーリーグにおいて、よりクリエイティブなプレーのためのスペースを与えるために選手数が15人から13人に減らされた。タックル後の試合再開の形としてプレー・ザ・ボールの初期の形が導入された。
- 1907年（リーグ） - ラグビーリーグがオーストラリアおよびニュージーランドに広まっていった。ニューサウスウェールズ・ラグビー・フットボール・リーグがシドニーのBateman'sホテルで創設された。ニューサウスウェールズ・ラグビー・リーグは故障した選手に対する保障問題でオーストラリアン・ラグビー・ユニオンと喧嘩した後に、8チームで開始した。初優勝はサウス・シドニーが果たした。ラグビーリーグはニューサウスウェールズ州とクイーンズランド州での主要なフットボール競技としてラグビーユニオンに取って代わっていった。
- 1907年（リーグ） - ニュージーランドラグビーリーグチームがブリテンへ遠征を行った。ニュージーランドの郵便局員アルバート・ヘンリー・バスカヴィル（英語版）によって組織されたニュージーランド遠征チームは、彼らのオープン・プロフェッショナリズムのために母国のメディアに「オール・ゴールズ (All Golds)」との汚名を着せられた。彼らはシドニーとブリテンではラグビーユニオンのルールで試合を行い、オーストラリアの偉大な選手であるダリ・メッセンジャー（英語版）に遠征に加わるよう説得した。彼らは初のテストマッチに2対1で勝利したが、バスカヴィルは帰国中に肺炎のため25歳で死去した。
- 1908年（リーグ） - 初のオーストラリアカンガルーズ遠征チームがブリテンを訪れた。ハンスレット（英語版）は、チャンピオンシップ、チャレンジカップ、ヨークシャーカップ、ヨークシャーリーグの4つのトロフィー全てを手にした初のクラブとなった。ハンスレットはラグビーリーグ初期の主要な選手であるアルバート・ゴールドソープ（英語版）に率いられた。
- 1910年（ユニオン） - ラグビーユニオンのホーム・ネイションズ・チャンピオンシップがフランスの参加によりファイブ・ネイションズ・チャンピオンシップとなった。
- 1910年（リーグ） - 初のノーザン・ユニオンのブリティッシュ・ライオンズによる遠征がオーストラリアおよびニュージーランドへ行われ、シドニーとブリスベンで行われたテストマッチに勝利した。
- 1912年（ユニオン） - ラグビーユニオン南アフリカ代表がブリテン諸島およびフランスに遠征した。遠征チームはイングランド、アイルランド、スコットランド、ウェールズ、フランスのヨーロッパ5チーム全ての勝利する「グランドスラム」を達成した。
- 1914年（リーグ） - ハダーズフィールドのアルバート・ローゼンフェルド（英語版）が1シーズン100トライを記録した。ブリテン代表遠征チームはテストマッチ3連戦の最終戦でオーストラリアに14対6で勝利し、The Ashes（英語版）を勝ち取った。最後までこの試合に残っていたのはわずか10人であり（選手交代は認められていなかった）、ロークス・ドリフト（英語版）のテストマッチとして知られるようになった。
- 1922年（リーグ） - ノーザン・ユニオンはラグビー・フットボール・リーグと改名した。この組織名がオーストラリアにおけるこのスポーツの名称としても以後使用されるようになった。
- 1925年（ユニオン） - ラグビーユニオンのオールブラックスのブリテン、フランス、カナダ遠征が行われた。ニュージーランド人達は遠征中無敗を誇り、「The Invincibles（無敵）」の称号を得た。
- 1929年（リーグ） - 初のラグビーリーグ・チャレンジカップ決勝がウェンブリーで行われた。41,500人の観衆の前でウィガンがデューズベリー（英語版）に13対2で勝利した。
- 1930年（ユニオン） - ファイブ・ネイションズとは別にラグビーユニオンヨーロピアンカップが始まった。この大会は第二次世界大戦で中断された。
- 1930年（ユニオン） - ラグビーリーグのブリテン代表とオーストラリア代表のテストマッチ第3戦が0対0の引き分けに終わった後、前例のない第4戦がロッチデールで行われた。ブリテン代表は3対0で勝利しThe Ashesを手にした。
- 1932年（リーグ） - 夜間照明の下で初のラグビーリーグの試合が開催された。
- 1933年（リーグ） - 大晦日、フランスにおける初のラグビーリーグの試合が、イングランドとオーストラリアの間で行われた。フランスはプロフェッショナリズムの申し立ての真っ只中にありラグビーユニオンのファイブ・ネイションズから除外されていたことから、新しいスポーツを受け入れようとしていた。
- 1934年（リーグ） - 元ラグビーユニオン代表のジャン・ガリア（英語版）によってフランスでラグビーリーグが設立された。1939年までにフランスリーグには225クラブが所属した。
- 1934年（リーグ） - フランスはパリで初めての国際試合を行いイングランドに32対21で敗れた。サルフォードはフランス遠征を行い、‘Les Diables Rouges’（赤い悪魔）のニックネームを得た。
- 1941年（リーグ・ユニオン） - フランスヴィシー政府は敵国との繋り（フランスはドイツおよびイタリアの占領下にあった）を理由にラグビーリーグを禁止した。ラグビーリーグの資金および資産は全て没収されるかラグビーユニオンのクラブに渡った。ラグビーユニオンは無傷であり、ラグビーリーグに奪われた競技場のほとんどを取り返した。今でもラグビーリーグのクラブの資産は彼らに返還されていない。
- 1943年（リーグ・ユニオン） - ノーザン・コマンド（英語版）陸軍ラグビーリーグチームとノーザン・コマンド陸軍ラグビーユニオンチームはヘディングリーでラグビーユニオンルールで戦い、ラグビーリーグ側が18対11で勝利した。次の年は三軍統合ラグビリーグチームが三軍統合ラグビーユニオンチームを15対10で破った。1996年に交流が再開されるまでリーグ対ユニオンの試合はこれらだけであった。
- 1944年（リーグ） - ヴィシー政権の崩壊により、フランスにおけるラグビーリーグの禁止令が解除された。
- 1945年（リーグ） - ブライアン・ビーヴァン（英語版）がウォリントンでラグビーリーグデビューを果たした。16年間に渡って、ビーヴァンはウォリントンで620試合に出場し740トライを上げた。キャリア通算トライ数は796。しかし、故郷のオーストラリア代表としてプレーすることはなかった。
- 1946年（リーグ） - ランス・トッド・トロフィー（英語版）がチャレンジカップ決勝のマン・オブ・ザ・マッチに初めて手渡された。ウェイクフィールド・トリニティー・ワイルドキャッツのビリー・ストット（英語版）が初の受賞者となった。1942年に交通事故で死亡したランス・トッド（英語版）は1907年ニュージーランド代表遠征チームの一員であり、サルフォードを1928年から1940年まで指揮した。
- 1946年（リーグ） - この年は史上最も有名なラグビーリーグ遠征が行われた。ライオンズはHMSインドミタブルでオーストラリアへ航海した。オーストラリアを横断する5日間の旅で、ガス・リスマン（英語版）に率いられたチームはテストマッチを2勝1引き分けで終えThe Ashesを保持した。
- 1949年（リーグ） - フランスラグビーリーグは名称への「ラグビー」の使用を禁止され、Jeu à Treize（Game of Thirteen）へと改称した。
- 1950年（リーグ） - トリノからのイタリアチームがイングランド北部へと遠征した。イタリアは後に国内大会やオーストラリアとの試合を行ったが、この活動は1962年に途絶えた。

20世紀後半
- 1951年（ユニオン） - 南米ラグビーチャンピオンシップ（英語版）が開始した。
- 1951年（ユニオン） - 南アフリカラグビーユニオン代表がブリテン諸島およびフランスへ遠征した。南アフリカは二度目のファイブ・ネイション・グランドスラムを達成した。
- 1951年（リーグ） - 活動を終えてからちょうど10年後、フランスはオーストラリアでの初のラグビーリーグシリーズに勝利した。フランスは1955年にも再び勝利を収めた。
- 1951年（リーグ） - ラグビーリーグのセク・トンプソン（英語版）はあらゆるスポーツの中で初のグレートブリテン代表の黒人選手となった。
- 1952年（ユニオン） - ラグビーユニオンのヨーロピアンカップが再開した。
- 1953年（リーグ） - 英国陸軍通信部隊で兵役を果たしていたウェールズ人の若者、ビリー・ボストン（英語版）がウィガンでデビューした。彼はイギリスの最多トライ数の記録を持っており、全世界ではビーヴァンに次いで第2位である。
- 1954年（リーグ） - イングランドブラッドフォードOdsalスタジアムで行われた1953-54 ラグビーリーグチャレンジカップ（英語版）決勝は102,569の観衆を集め、ラグビーユニオン・ラグビーリーグを含むラグビーフットボールの試合の新記録を打ち立てた。
- 1954年（リーグ） - 初のラグビーリーグ・ワールドカップ（ユニオンも含めて初）がフランスで開催された。パリ、パルク・デ・プランスで行われた決勝では、グレートブリテン代表がフランス代表を16対12で破り優勝した。
- 1956年（ユニオン） - スプリングボクスがニュージーランドに遠征した。南アフリカはニュージーランドに対して遠征で初めての敗戦を喫した。
- 1957年（リーグ） - オーストラリアがラグビーリーグ・ワールドカップ第2回大会で優勝した。
- 1958年（リーグ） - ラグビーリーグテストマッチ第2試合でグレートブリテン代表はオーストラリア代表に25対18で勝利した。この試合では健康なグレートブリテン代表はピッチに8人しかいなかった。アラン・プレスコット（英語版）は腕を骨折しながら77分間プレーした。
- 1960年（リーグ） - グレートブリテンが第3回ラグビーリーグ・ワールドカップで優勝した。
- 1964年（リーグ） - ラグビーリーグで初めて選手交代が認められたが、ハーフタイム前に負傷した選手に限られていた。
- 1966年（リーグ） - 国際ラグビーリーグ委員会は、ボールを保持したチームには3度のプレー・ザ・ボールが認められ、4度目のタックルでスクラムが組まれるルールを導入した。次の年に南半球はこのルールを採用した。1972年には6度の攻撃権が認められるようになり、1983年にスクラムはボールの引き渡しに変更された。
- 1967年（リーグ） - プロラグビーリーグは減少する観客を呼び戻す試みで、他のスポーツに先駆けて主な試合日を日曜日とした。
- 1968年（リーグ） - ‘Watersplash’（浅瀬）チャレンジカップ決勝が、豪雨がピッチを満たしていたにもかかわらず行われた。この試合は最もドラマティックな幕切れとなった。ウェイクフィールドのドン・フォックス（英語版）が逆転のためのゴール近くからの簡単なコンバージョンを試みたが失敗し、リーズが11対10で勝者となった。
- 1968年（ユニオン） - ラグビーユニオンで選手交代が初めて認められた（負傷選手のみ）。
- 1969年（ユニオン） - スクリングボクスがブリテンとアイルランドに遠征した。この遠征はアパルトヘイトに対する抗議を受け、以後南アフリカはアパルトヘイト廃止までヨーロッパ遠征を行わなかった。
- 1969年（リーグ） - ラグビーリーグはイギリスの大学のスポーツとしてついに認められていった。
- 1970年（リーグ） - グレートブリテン代表はオーストラリアとのテストマッチの後半2戦に勝利しThe Ashesを得た。
- 1970年（リーグ） - イングランドで開催されたラグビーリーグ・ワールドカップは少ない観客しか集めることができなかった。オーストラリアが優勝した。
- 1971年（リーグ） - ニュージーランドがブリテンでのラグビーリーグシリーズで初めて勝利した。
- 1971年（ユニオン） - ラグビーユニオンのライオンズがオーストラリアとニュージーランドに遠征した。このライオンズはニュージーランドでのテストシリーズで勝利した唯一のチームである。
- 1971年（ユニオン） - スプリングボクスのオーストラリア遠征は抗議活動を受けた。
- 1972年（リーグ） - タイムキーパーとサイレンがラグビーリーグに初めて導入された。
- 1972年（リーグ） - グレートブリテンがフランス・ラグビーリーグ・ワールドカップで再び優勝した。
- 1973年（ユニオン） - バーバリアンズがカーディフ・アームズ・パークでオールブラックスを破った。
- 1973年（リーグ） - 多くのアマチュアリーグ・クラブが消滅していることに対するRFLの軽視に抗議して、草の根レベルでラグビーリーグを運営するためイギリスアマチュアラグビーリーグ協会（英語版）が設立された。両者の再統一には30年を要した。
- 1974年（ユニオン） - ラグビーユニオンのライオンズが南アフリカに遠征した。99コールが悪名高い遠征である。
- 1974年（リーグ） - ラグビーリーグのドロップゴールによる得点が2点から1点に減点された。
- 1975年（リーグ） - ウェールズとイングランドが別々のチームでラグビーリーグ・ワールドカップに参加し、両半球で数カ月に渡ってプレーした。オーストラリアがイングランドに1ポイントリードしトロフィーを手にした。
- 1976年（ユニオン） - ラグビーユニオンニュージーランド代表（オールブラックス）が南アフリカに遠征した。南アフリカとスポーツで交流することを禁じた国際オリンピック委員会 (IOC) の決定に反抗したニュージーランドの1976年夏季モントリオールオリンピックからの追放をIOCが拒否したことから、28の国（アフリカのほとんどの国）がモントリオールオリンピックをボイコットした。
- 1978年（ユニオン） - ラグビーユニオンニュージーランド代表がブリテンおよびアイルランドに遠征した。ニュージーランドはイングランド、アイルランド、スコットランド、ウェールズを破り初めてグランドスラムを達成した。
- 1980年（リーグ） - ロンドンにラグビーリーグクラブ、フラムRFCが結成された。9,500人以上の観客が初試合に訪れ、ウィガンに勝利した。フラムは初シーズンの終りに昇格し、昇格や降格、ホームの移転を経て、現在もロンドン・ブロンコズとして存続している。
- 1980年（リーグ） - オーストラリアで出身州別のラグビーリーグチームが対戦する形式（クイーンズランド出身の選手とサウスウェールズ出身の選手が相対する）が作られた（ステート・オブ・オリジン）。‘State against state; mate against mate’である。1982年から、3試合シリーズとして行われており、世界最強・最も厳しいラグビーと認識されている。
- 1981年（リーグ） - オーストラリアでラグビーリーグに「シン・ビン」が導入された。
- 1981年（ユニオン） - スプリグボクスがニュージーランドに遠征した。
- 1981年（ユニオン） - 国際ラグビー評議会によってアパルトヘイト政策を廃止するまで南アフリカのラグビーユニオン国際大会への参加が禁止された。
- 1982年（ユニオン） - トンガ、フィジー、サモアによるラグビーユニオンのパシフィック・トライネイションズ開催
- 1982年（リーグ） - ラグビーリーグオーストラリアチームの遠征において初めて全試合に勝利し、「The Invincibles（無敵）」として知られるようになった。
- 1983年（リーグ） - ラグビーリーグのトライが4点に加点された。6度目のタックルによるポゼッション移行の導入やスクラムの下図を劇的に減少させたことで、試合の性格は大きく変化した。退場に値しない反則に対してシン・ビン（一時的な退場）が導入された。
- 1983年（リーグ） - ラグビーリーグの他国リーグ間の移籍が解禁された。
- 1984年（ユニオン） - オーストラリアラグビーユニオンチームのブリテンおよびアイルランド遠征。オーストラリアはイングランド、アイルランド、スコットランド、ウェールズを破り初めてグランドスラムを達成した。
- 1987年（ユニオン） - ニュージーランドとオーストラリアで開催された初のラグビーユニオンワールドカップでニュージーランドがフランスを29対9で破り優勝した。
- 1987年（リーグ・ユニオン） - アマチュアレベルにおける2つのルール間の「自由通路」が導入されたが、個々の場合の区別は継続した。
- 1987年（ユニオン） - RFUはラグビーユニオンに108のリーグのおよそ1000クラブが参加する昇格・降格ありのピラミッド型カリッジ・リーグ（the Courage Leagues）を導入した。
- 1988年（リーグ） - ラグビーリーグのウィガンがハリファックスRLFCを32対12で破り、チャレンジカップ8連覇のスタートを切った。エレリー・ハンリー（英語版）、アンディー・グレゴリー（英語版）、ショーン・エドワーズ（英語版）といった選手を擁した現代的なタレント揃いのチームは10年間リーグを支配し、この期間に3度ワールドカップで優勝した。
- 1989年（リーグ） - 初の公式ワールドクラブチャレンジでウィドネス・バイキングズがキャンベラ・レイダーズ（英語版）を30対18で破った。
- 1990年（リーグ） - ロシアでラグビーリーグが始まった。ロシアは2000年ワールドカップに出場し、クラブもチャレンジカップに出場した。
- 1990年（リーグ） - ラグビーリーグにブラッド・ビン（Blood-bin）が導入された。
- 1990年（リーグ） - フランスのラグビーリーグの名称への「ラグビー」の使用禁止が解除された。これいによって名称はRugby à Treizeへと戻った。
- 1991年（ユニオン） - ブリテン諸島とフランスで開催された第2回ラグビーユニオンワールドカップ決勝（ロンドン、トゥイッケナム）でオーストラリアがイングランドを12対6で破った。
- 1992年（ユニオン） - アパルトヘイトの廃止によりスプリングボクスが国際ラグビーユニオン界に復帰した。
- 1992年（リーグ） - ウェンブリー・スタジアムで行われたラグビーリーグワールドカップ決勝は73,631人の観衆を集め、オーストラリアがグレートブリテンを10対6で破った。
- 1992年（リーグ） - マーティン・オファイア（英語版）が世界記録の440,000ポンドの移籍金によりウィドネスからウィガンへ移籍した。
- 1993年（リーグ） - アメリカ合衆国は初のラグビーリーグ国際試合でカナダを54対14で破った。
- 1994年（ユニオン） - デイヴィッド・ヒンチリフ（英語版）議員はラグビーユニオン側のラグビーリーグのアマチュア選手に対する差別を禁止する法案を提出した[12]。
- 1994年（リーグ） - イギリスの三軍はラグビーリーグをスポーツであると認めた。ラグビーリーグは軍において他のスポーツと同じ立場を得た。
- 1995年（ユニオン） - 国際ラグビー評議会はラグビーユニオンが「オープン」プロフェッショナルスポーツであると宣言した。これによって、試合に関係する全ての支払いや手当の制限が撤廃された。
- 1995年（ユニオン） - 南アフリカで開催された第3回ラグビーユニオンワールドカップにおいて、ヨハネスブルクエリス・パークで行われた決勝で、延長戦の末に南アフリカがニュージーランドを15対12で破った。
- 1995年（リーグ） - ブリテンでワールドカップが復活し、ラグビーリーグ百周年が祝われた。ウェンブリーで行われた決勝でオーストラリアがイングランドに16対8で勝利した。フィジー、トンガ、南アフリカ、西サモアは本大会に出場したが、アイルランド、スコットランド、アメリカ合衆国、ロシア、クック諸島、モルドヴァ、モロッコはラグビーリーグ新興国トーナメント（英語版）に参加した。
- 1995年（ユニオン） - ラグビーユニオンのヨーロッパ12クラブによって争われるハイネケン・カップが作られた。
- 1995年（リーグ） - オーストラリアにおけるテレビ放映権に関する紛争の一部として、イギリスのRFLはニューズ・コープからラグビーリーグのスーパーリーグを新設する87百万ポンドのオファーを受けた。リーグ側は夏シーズン制に移行することを承諾し、パリ・ザンジェルマン・ラグビーリーグ（英語版）がイギリスのトップクラブに加わり14チームが参加した。
- 1996年（リーグ） - RFLはラグビーリーグのスーパーリーグにビデオ判定を導入した。
- 1996年（ユニオン） - オーストラリア、ニュージーランド、南アフリカの間で争われるラグビーユニオンのトライ・ネイションズが始まった。
- 1996年（リーグ・ユニオン） - イングランドのユニオンおよびリーグのそれぞれトップクラブであるバース・ラグビーとウィガンRLFCが、それぞれのルールで試合を行うという歴史を作った（クラッシュ・オブ・ザ・コーズを参照）。最初の試合はマンチェスター、メイン・ロードにおいてリーグルールで行われウィガンがバースに82対6で勝利した。2週間後、リターンマッチがトゥイッケナムにおいてユニオンルールで行われ、バースがウィガンに44対19で勝利した。
- 1998年（リーグ） - オーストラリアにおいて、スーパーリーグ戦争（英語版）が終わりを迎え、ニューズ・インターナショナル（英語版）とオーストラリアン・ラグビーリーグ（英語版）は彼らの大会を融合させてナショナルラグビーリーグを作ることで合意した。
- 1998年（ユニオン） - コモンウェルスゲームズおよびアジア競技大会においてラグビーセブンズ競技が始まった。
- 1999年（ユニオン） - IRBセブンズワールドシリーズが始まった。
- 1999年（ユニオン） - ウェールズで開催された第4回ラグビーユニオンワールドカップ、カーディフミレニアム・スタジアムで行われた決勝でオーストラリアがフランスを35対12で下した。
- 2000年（ユニオン） - IRBは南半球のスーパー12で試みた後、国際ラグビーユニオンに「シン・ビン」と「テレビジョン・マッチ・オフィシャル」(TMO) を導入した。
- 2000年（ユニオン） - ラグビーユニオンのカリッジリーグはチューリッヒ・プレミアシップとなった。
- 2000年（ユニオン） - ラグビーユニオンのファイブ・ネイションズはイタリアの参加によりシックス・ネイションズ・チャンピオンシップとなった。
- 2000年（ユニオン） - スタジアムオーストラリアの世界記録109,874人の観衆の前で、ニュージーランドはオーストラリアをかろうじて破った。

21世紀
- 2001年（ユニオン） - ラグビーユニオンのライオンズによるオーストラリア遠征が行われた。ワラビーズはライオンズに初めて勝利した。
- 2003年（ユニオン） - ラグビーユニオンのチャーチルカップがカナダ、アメリカ合衆国、イングランド・サクソンズ（イングランドA代表）と招待国1チーム（後に3チーム）によって始まった。
- 2003年（ユニオン） - オーストラリアで開催された第5回ラグビーユニオンワールドカップ、シドニー、スタジアム・オーストラリアで行われた決勝で、イングランドは延長戦の末にオーストラリアを20対16で破った。
- 2003年（リーグ） - ラグビーリーグのヨーロッパ全土への振興のために欧州ラグビーリーグ連盟（英語版） (RLEF) が作られた。
- 2006年（リーグ） - フランスのチームカタラン・ドラゴンズにラグビーリーグのスーパーリーグライセンスを与えられた
- 2007年（ユニオン） - フランス、スコットランドおよびウェールズで開催された第6回ラグビーユニオンワールドカップ決勝、スタッド・ド・フランスにおいて、南アフリカがイングランドを15対6で破った。
- 2008年（リーグ） - ラグビーリーグは2000年大会以来のワールドカップを開催した。
- 2011年（ユニオン） - ニュージーランドで開催された第7回ラグビーユニオンワールドカップ決勝、オークランド、イーデン・パークにおいて、ニュージーランドがフランスを8対7で破った。
- 2011年（リーグ） - 14チームが2013ラグビーリーグワールドカップの出場権を得た: オーストラリア、イングランド、ニュージーランド、サモア、ウェールズ、フィジー、フランス、パプアニューギニア、アイルランド、スコットランド、トンガ、クック諸島、イタリア、アメリカ合衆国。
- 2012年（ユニオン） - トライネイションズがアルゼンチンを含んで拡大し、ラグビー・チャンピオンシップに改称された。
- 2015年（ユニオン） - ニュージーランドが第8回ラグビーユニオンワールドカップ決勝でオーストラリアを34対17で下し、初の連覇を達成した。
- 2016年（ユニオン） - アメリカ合衆国のPROラグビーの初開催シーズン。PROラグビーはわずか1シーズンで解散した。
- 2016年（ユニオン） - 夏季オリンピックでラグビーセブンズ競技が開始。
- 2017年（リーグ） - トロント・ウルフパックがカナダ初の完全なプロラグビーリーグチームとなった。イギリス/フランスのプロラグビーリーグシステムの3部ディビジョンであるリーグ 1に加入した。
- 2018年（ユニオン） - メジャーリーグラグビーの初開催シーズン。アメリカ合衆国とカナダのラグビーユニオンチームが参加。
- 2019年（ユニオン） - ラグビーワールドカップ日本大会が開催。決勝で南アフリカがイングランドを32対12で破り3度目の優勝。

## ルール
ラグビーユニオンとリーグに共通する特徴的な要素には、楕円形のボールの使用や前方へボールを投げることの禁止があり、選手が陣地を得る方法はボールを持って走るかボールを蹴るかしかない。ラグビーリーグではユニオンと分離し以降、より速いペースのよりトライを指向した試合とする目的でルール改正が行われている。
ユニオンとリーグの主な差異には、リーグが13人制でユニオンが15人制であること以外には、タックルとその直後のプレーがある。
- ユニオンの選手はタックルに続いてボールの支配を争い、状況に応じて、ラックあるいはモールが発生する。リーグの選手はタックルの後にボールの支配を争わず、プレーは「プレー・ザ・ボール」によって続く。
- リーグでは、6回のタックルの前に得点することができなければ、ボールは相手チームに移る。ユニオンは6回タックルのルールはなく、ボールのポゼッションを維持している限り得点するまで無制限にタックルを受けることができ、反則はとられない。

ユニオンのセットプレーには、相手選手のパックをボールのポゼッションのために互いに押し合う「スクラム」や、タッチラインに対して垂直に平行なラインで並んだ両チームの選手がタッチから投げられたボールをキャッチしようと試みる「ラインアウト」がある。
リーグのルールにはスクラムはまだ存在しているが、関与する選手が少なく、争われることもほとんどないため重要性が大幅に減少している。セットプレーは一般的にプレー・ザ・ボールの状況から開始される。ラグビーリーグのポジションの多くはラグビーユニオンのポジションと同様の名称および要件を有しているが、ラグビーリーグにはフランカーが存在しない。

## 文化

### ホームカントリー
イングランドでは、ラグビーユニオンは「支配者層」のスポーツとして広く認められており、主に上流階級および中流階級に属する人々によってプレーされる。例えば、私立学校や文法学校（グラマースクール）の多くの生徒はラグビーユニオンをプレーする。しかし、コンプリヘンシブスクール（総合制中等学校）でも人気を得てきている。このステレオタイプにもかかわらず、ラグビーユニオンは特に西部地方では全ての階級で人気がある。グロスター・ラグビーは労働者階級のクラブの典型例である。対照的に、ラグビーリーグは伝統的に労働者階級のスポーツとして見られてきた。ラグビーユニオンに対する上流階級ステレオタイプのさらなる例外はウェールズである。ウェールズではラグビーユニオンは伝統的に休日にプレーする炭鉱労働者や産業労働者からなる小さな村のチームと結び付いてきた。アイルランドにおいて、ラグビーユニオンは国や宗派の壁を越えた求心力であり、ラグビーユニオンのアイルランド代表はアイルランド共和国と北アイルランドの統一チームである。
オーストラリアでは、ラグビーユニオンおよびラグビーリーグの人気はニューサウスウェールズ州、クイーンズランド州、オーストラリア首都特別地域に集中している。イングランドと同様の階級間の障壁がリーグとユニオンの間には存在し、これはラグビーユニオンが私立学校で支持され発展してきていることで促進されている。
上記の地域では、ラグビーユニオンが上・中流階級のスポーツ、ラグビーリーグが労働者階級のスポーツと認識されているのに対して、ニュージーランド、ウェールズ、パリを除くフランス、コーンウォール、グロスタシャー、サマセット、スコティッシュ・ボーダーズ、アイルランドのリムリック県、太平洋諸島は例外であり、ラグビーユニオンは労働者階級に人気がある。それにもかかわらず、ラグビーリーグはイングランド北部やオーストラリアのニューサウスウェールズ州およびクイーンズランド州では労働者階級のスポーツとして認識されている。ニュージーランドでは、ラグビーリーグは下流階級あるいはオークランドの西部の郊外に住む下流階級を示す「westies」や最近ではラグビーリーグが人気のあるオークランド南部の貧困地域のスポーツといまだに多くの人によって考えられている。
イギリスでは、ラグビーユニオンのファンはこのスポーツの別称として「rugger」という用語を用いることがある。ニュージーランド人は通常ラグビーのことを「footy」あるいは「football」と呼び、ラグビーユニオンを指す場合は「ラグビー」あるいは「ユニオン」、ラグビーリーグは「ラグビーリーグ」あるいは「リーグ」と呼ばれる。アメリカ合衆国では、ラグビーをプレーする人々は「ruggers」と呼ばれることがある。

### その他の国
フランスでは、ラグビーは広くプレーされており、スペインとフランスとの間の境界領域に沿ったバスク、オクシタニア、カタルーニャ地域に強い伝統がある。また、19世紀に英語話者の入植者によってラグビーが伝えられた南アフリカでは、ラグビーは非常に人気がある。イギリス人入植者はラグビーをオーストラリアおよびニュージランドに伝えた。ラグビーはフィジー、サモア、トンガなどポリネシアの国々に広まって人気を博している。ラグビーユニオンはアメリカ州やアジアの一部でも同様に成長し続けている。

### 季語
季語としての「ラグビー」は、冬の季語（三冬の季語）である。分類は人事/行事/生活。また、「ラグビー」を親季語とする子季語に「ラガー」がある。ただしここでいう「ラガー」は日本語の用法に限った語意と考えるべきで、したがって「ラグビーをする人」を指すと捉えておくのがよい（※対して英語での第1義は球技『ラグビー』の別名である）。
水牛歳時記によれば、ラグビーが俳句に詠まれるようになったのは昭和時代になってからとのこと。特に、山口誓子が昭和初期にラグビーの句を連作したことがきっかけになって定着したといわれている。
- 例句 - ラグビーの 肉搏(う)つひびき 吾が聞きぬ　　山口誓子
- 例句 - ラグビーの 野辺も稲城も 狐色　　山口誓子
- 例句 - ラグビーや 青雲一抹あれば足る　　中村草田男 [2]
- 例句 - ラグビーや 敵の汗に触れて組む　　日野草城 『昨日の花』
- 例句 - 枯草に ラグビーの血の乾かざる　　日野草城 『昨日の花』
- 例句 - ラガーらの そのかち歌のみぢかけれ　　横山白虹
- 例句 - ラガーらの 雄しべのごとく円となる　　加藤三七子
- 例句 - ラグビーや 緑の大地あるかぎり　　長谷川櫂 『初雁』